# Burgenland
Burgenland či Burgenlandsko (zastarale Hradsko, německy Burgenland, maďarsky Őrvidék, chorvatsky Gradišće, zámuřsky Gradišče) je nejvýchodnější a třetí nejmenší rakouská spolková země, ležící podél rakouské hranice s Maďarskem. Má rozlohu 3 962 km² a žije zde necelých 300 tisíc obyvatel (nejméně ze všech spolkových zemí). Správním centrem je Eisenstadt, nejmenší rakouské zemské hlavní město. V Burgenlandu žijí především německy hovořící Rakušané (asi 87 %), ale také významné menšiny Chorvatů (asi 7 %), Maďarů (2 %) a Romů a Sintů, do holocaustu zde žila početná židovská komunita (5 %). Chorvati zde hovoří burgenlandskou chorvatštinou. Nejvyšším legislativním orgánem země je Burgenlandský zemský sněm.

## Dějiny a název
Burgenlandsko bylo ve svých původních hranicích tvořeno územím, které od středověku až do 20. století patřilo k Uhrám a původní hranice Burgenlandu se zbytkem Rakouska odpovídala někdejší hranici mezi Předlitavskem a Zalitavskem. Během druhé poloviny dvacátého století však došlo k několika malým změnám zemských hranic se sousedními spolkovými zeměmi Štýrskem a Dolními Rakousy a tak již Burgenland není čistě v původních Uhrách. Současná západní hranice Burgenlandu se od hranice někdejšího Zalitavska s Předlitavskem liší jen zanedbatelně. Dlužno dodat, že další okrajová území bývalých Uher s územím Burgenlandu nijak územně nesouvisejí a nacházejí se na rakouském území v Dolních Rakousích podél řek Moravy a Dunaje (zde se jedná o části katastrálních území Hainburgu a Volfsthalu). 
Toto převážně (tehdy 74 %) německy hovořícími obyvateli osídlené území připadlo Rakousku teprve po první světové válce v rámci Pařížských dohod, roku 1921. Pouze město Sopron se zázemím, původně zamýšlené středisko oblasti, zůstalo rozhodnutím plebiscitu součástí Maďarska. Poté, co území dnešního Burgenlandu opustila maďarská armáda, nakrátko zde vznikl samozvaný maďarský stát jménem Litavský banát (Lajtabánság, Leitha-Banat), než bylo území 5. 11. 1921 fakticky ovládnuto Rakouskem. Náhradním hlavním městem země byl roku 1925 určen Eisenstadt.
O pás území, který propojoval Západní a Jižní Slovany a byl i Slovany (hlavně Chorvaty) zčásti obydlen, měla zájem i československá diplomacie, která zde chtěla zřídit tzv. Český koridor, který by fyzicky odděloval německý živel od podunajského prostoru a naopak posílil slovanskou jednotu. Tyto návrhy byly ovšem zamítnuty.
Název nové spolkové země, která neměla v Rakousku žádnou tradici, byl původně navržen jako Vierburgenland ("Čtyřhradsko"), podle toho, že měla být tvořena částmi území čtyř uherských žup, jejichž německé názvy obsahovaly -burg ("hrad") - Ödenburg (Šoproňská župa), Wieselburg (Mošoňská župa), Eisenburg (Vas) a Pressburg (Prešpurská župa). Po zmenšení skutečného území byl ponechán název Burgenland, který měl odkazovat také obecně k velkému množství hradů v této pomezní krajině. Odsud je pak odvozen chorvatský název Gradišće. Maďarské pojmenování Őrvidék znamená "strážní kraj" (odkaz na pohraniční polohu) a označuje vlastně širší území i na maďarské straně hranic. Proto se v Maďarsku pro rakouskou spolkovou zemi běžně užívá i nepřeložený název Burgenland.
V době připojení (anšlusu) Rakouska k nacistickému Německu byl Burgenland jako samostatná jednotka zrušen a jeho území bylo rozděleno mezi Dolnodunajskou župu a Štýrsko. Spolková země Burgenland byla obnovena 1. října 1945.

### Český název
V českých textech se název spolkové země vyskytuje ve třech variantách: Burgenland, Burgenlandsko i Hradsko. Ústav pro jazyk český Akademie věd ČR uvádí v Internetové jazykové příručce poznámku s odkazem na standardizační příručku Index českých exonym z roku 2019. Název „Burgenlandsko“ je standardizované české exonymum, závazné pro státní instituce. V ostatních případech lze užít název Burgenland. Podobu Hradsko, považuje za zastaralou, používanou častěji jen v historických souvislostech. Český úřad zeměměřický a katastrální uvádí v příručce Index českých exonym jen název „Burgenlandsko“ a jako historické jméno Hradsko.

## Geografie
Burgenland má protáhlý tvar zhruba směru SSV-JJZ. Šoproňským výběžkem Maďarska je téměř rozpolcen, v nejužším místě má šířku jen 5 km. Hraničí na východě s Maďarskem, na severním konci se Slovenskem (Bratislava) a na jižním konci se Slovinskem. Vnitrostátní hranici má na severozápadě s Dolními Rakousy a na západě se Štýrskem.
Geomorfologicky je území Burgenlandu nejednotné a svým klínovitým tvarem zasahuje do rozličných krajinných celků. Na severovýchodě se prostírá svým západním okrajem Malá dunajská kotlina, plochá nížina, jíž dominuje mělké stepní Neziderské jezero, největší vodní plocha v Rakousku. Východně od něj v oblasti Seewinkel ("Jezerní kout") se nachází nejnižší bod Rakouska (114 m n.m.). Severozápadně nad jezerem se zvedají Litavské hory se svahy pokrytými vinicemi. Dále na severu přetíná území Burgenlandu řeka Litava (Leitha), která výše na svém toku tvoří část zemské hranice s Dolními Rakousy.
Do střední části Burgenlandu zasahuje podhůří Alp, svažující se k východu do Maďarska a rozbrázděné řadou údolí. Zde v masivu Kyseckých hor (Günser Gebirge) leží nejvyšší bod Burgenlandu, pohraniční kopec Geschriebenstein (884 m). Jižní část země pak pokrývá zvlněná pahorkatina na horním povodí Ráby, přecházející plynule mezi Štýrskem a Zadunajím.
Kromě severní části, která je pod vlivem Vídně, Bratislavy a dalších větších center, je Burgenland převážně zemědělskou, řídce zalidněnou oblastí. Kromě zmíněného vína se pěstuje hlavně kukuřice, pšenice, cukrovka a ovoce.

## Administrativní rozdělení
Burgenland se administrativně člení na 7 okresů a 2 statutární města.
Okresy (Bezirke):
- Eisenstadt-okolí (Eisenstadt-Umgebung)
- Güssing
- Jennersdorf
- Mattersburg
- Neusiedl am See
- Oberpullendorf
- Oberwart

Statutární města (Statutarstädte)
- Eisenstadt
- Rust

## Doprava
Burgenland je svou povahou zejména tranzitní území ve směru východ-západ. Nejsevernější částí procházejí dálnice A4 (Ostautobahn, E60) a A6 (Nordostautobahn, E58), propojující Vídeň a Budapešť, resp. Bratislavu, jižněji vede dálnice A3 (Südostautobahn) z Vídně k Eisenstadtu (dále pokračuje státní silnice B16 směr Sopron). Ta se zde kříží se silnicí B50, dopravní osou Burgenlandu, která vede z Kopčan u Bratislavy přes Nezider, Eisenstadt, Mattersburg, Oberpullendorf a Oberwart a u Markt Allhau se napojuje na dálnici A2 (Südautobahn, E59). Silnici B50 doplňuje v úseku Eisenstadt–Oberpullendorf rychlostní silnice S31 (Burgenland Schnellstrasse). Dále na jih Burgenlandu pokračují silnice B56 (podél hranic) a B57, které se setkávají v Güssingu a dále v Heiligenkreuz im Lafnitztal křižují silnici B65 na trase Graz–Székesfehérvár (E66). Do nejjižnějšího cípu země vede přes Jennersdorf silnice B58.
Krajinná a historická nesourodost Burgenlandu se ještě výrazněji promítá do rozmístění jeho železnic, které jsou roztříštěny do několika izolovaných částí. Ucelená síť existuje pouze na severu, kudy prochází mezinárodní trať Vídeň–Budapešť. Z ní ve stanici Parndorf vychází trať do Bratislavy-Petržalky (přes Kittsee) a trať směr Nezider–Eisenstadt–Wulkaprodersdorf. Na tyto tratě ÖBB navazují tratě rakousko-maďarské společnosti Győr-Sopron-Ebenfurti Vasút (Raaberbahn) z Ebenfurtu do Sopronu a z Nezideru přes Pamhagen do Fertőszentmiklóse. Od Vídeňského Nového Města vede opět trať ÖBB do Mattersburgu a peáží přes Sopron do Deutschkreuzu. V celé jižní polovině Burgenlandu pak dnes najdeme železnici pouze jako krátký úsek trati ÖBB 530 Graz–Feldbach–Szentgotthárd vedoucí přes Jennersdorf.

## Galerie

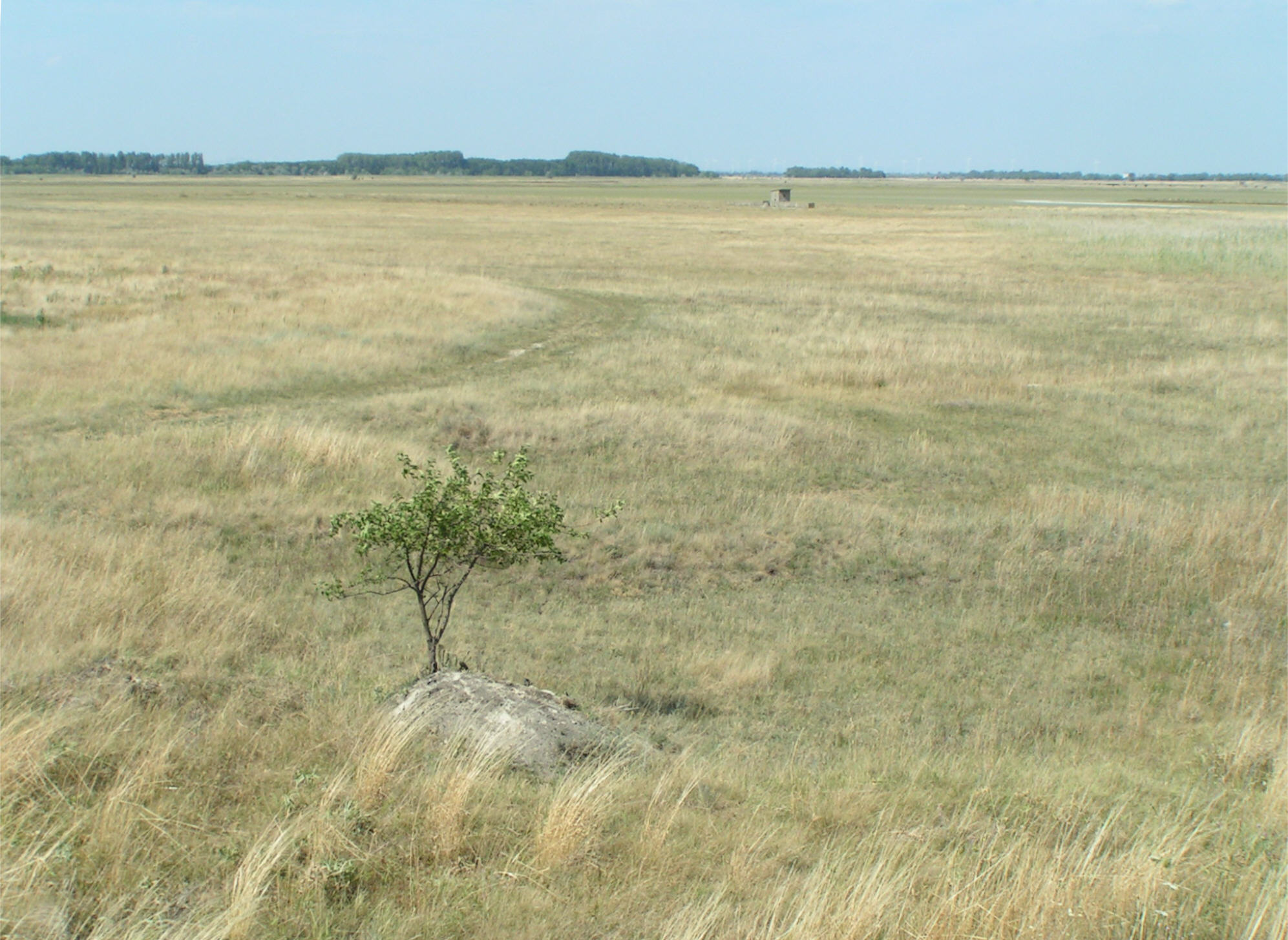
Seewinkel
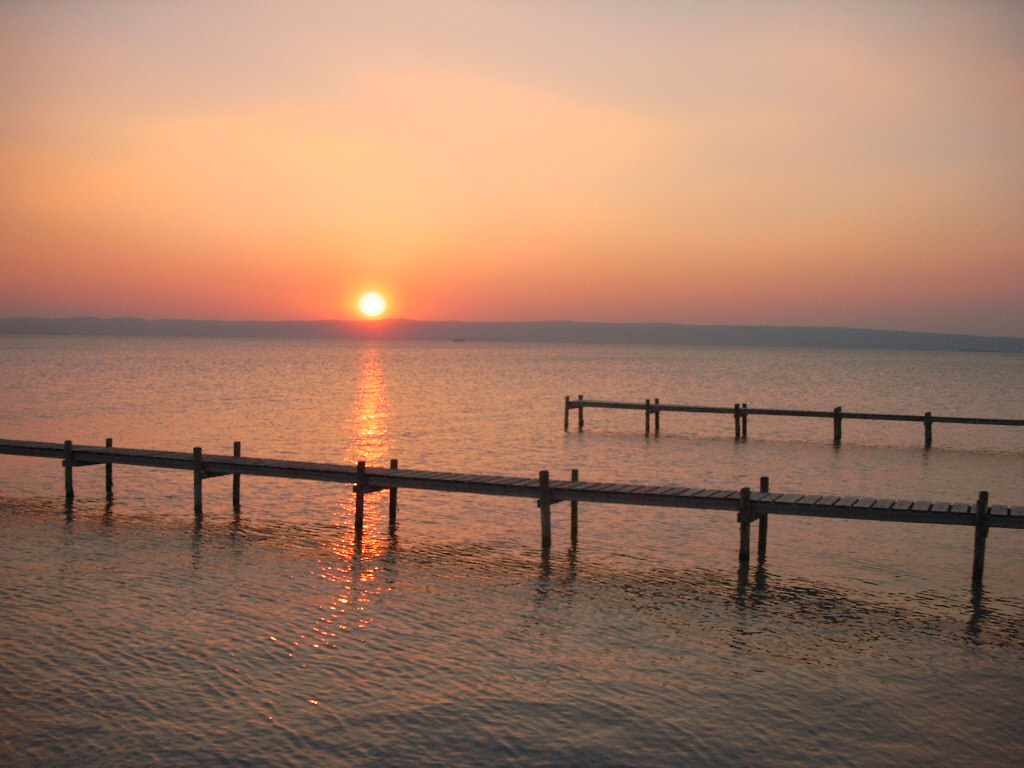
Neziderské jezero
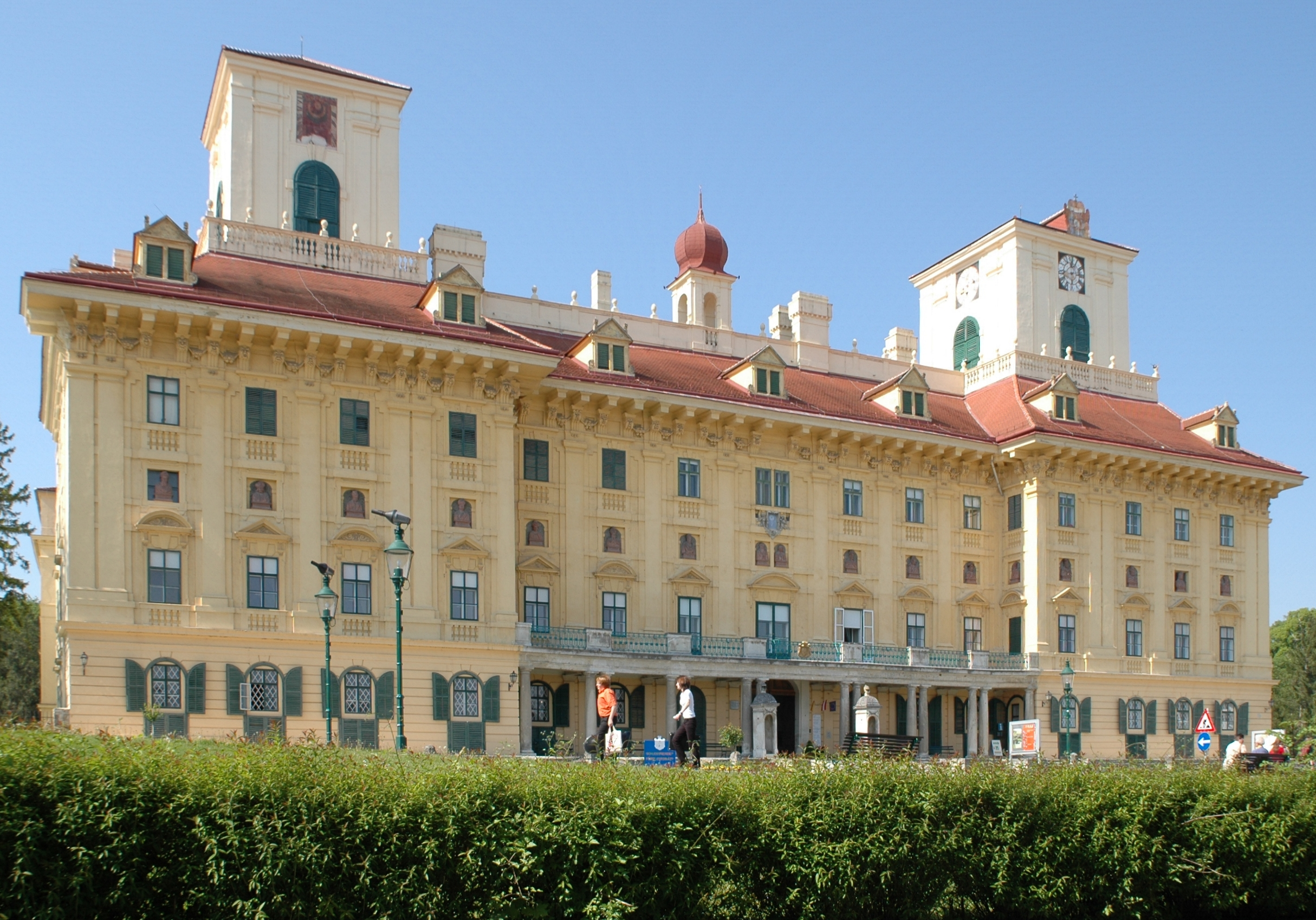
zámek Esterházy v Eisenstadtu
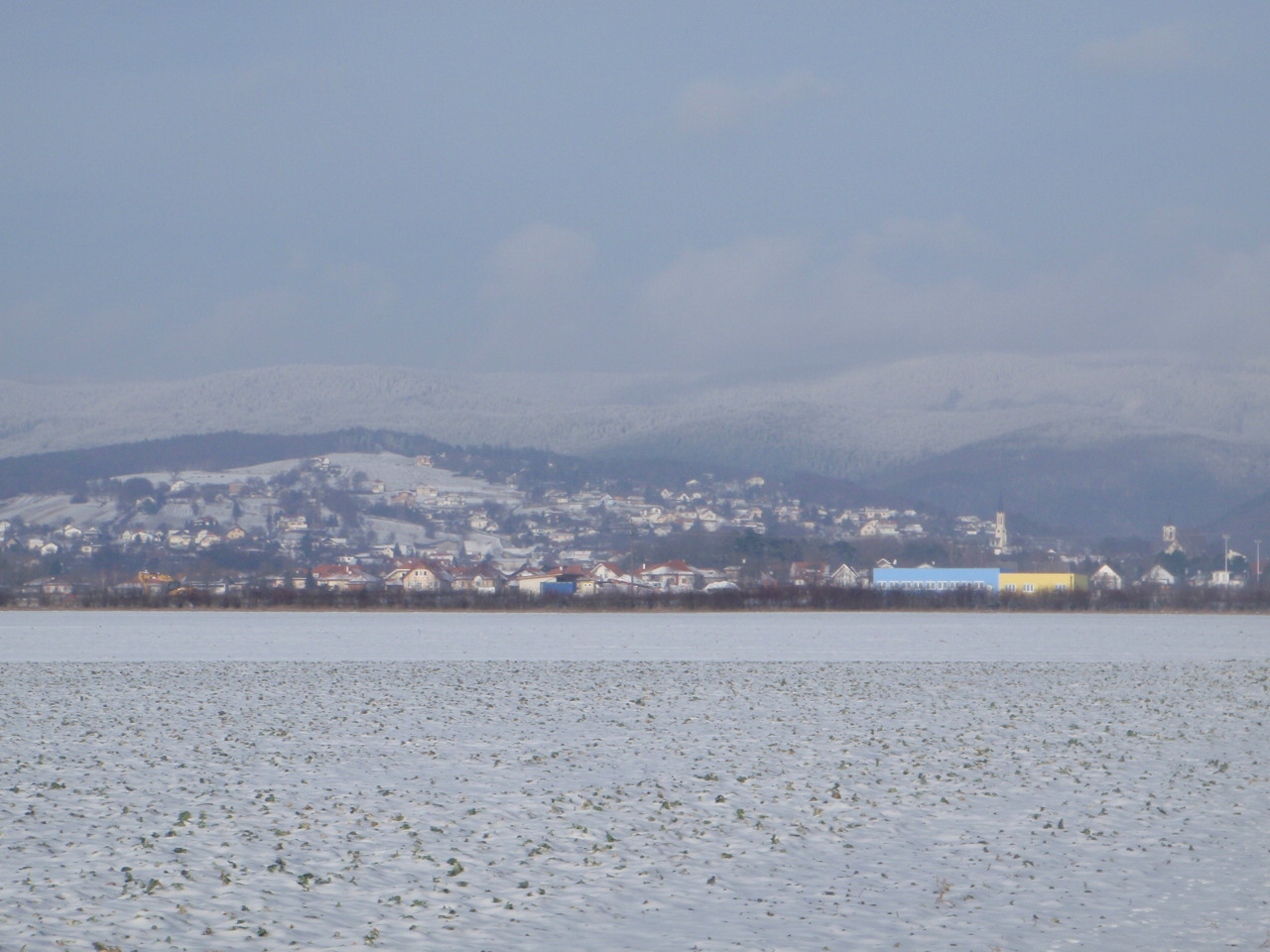
Kysacké hory v zimě, v popředí městečko Rechnitz
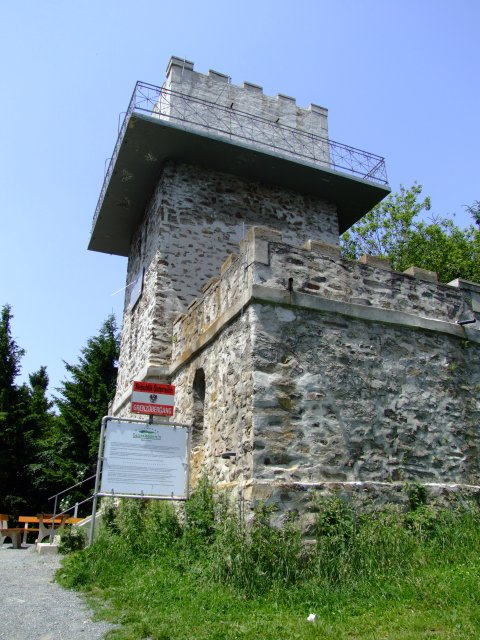
Rozhledna na vrcholu Geschriebenstein/ Írott-kő
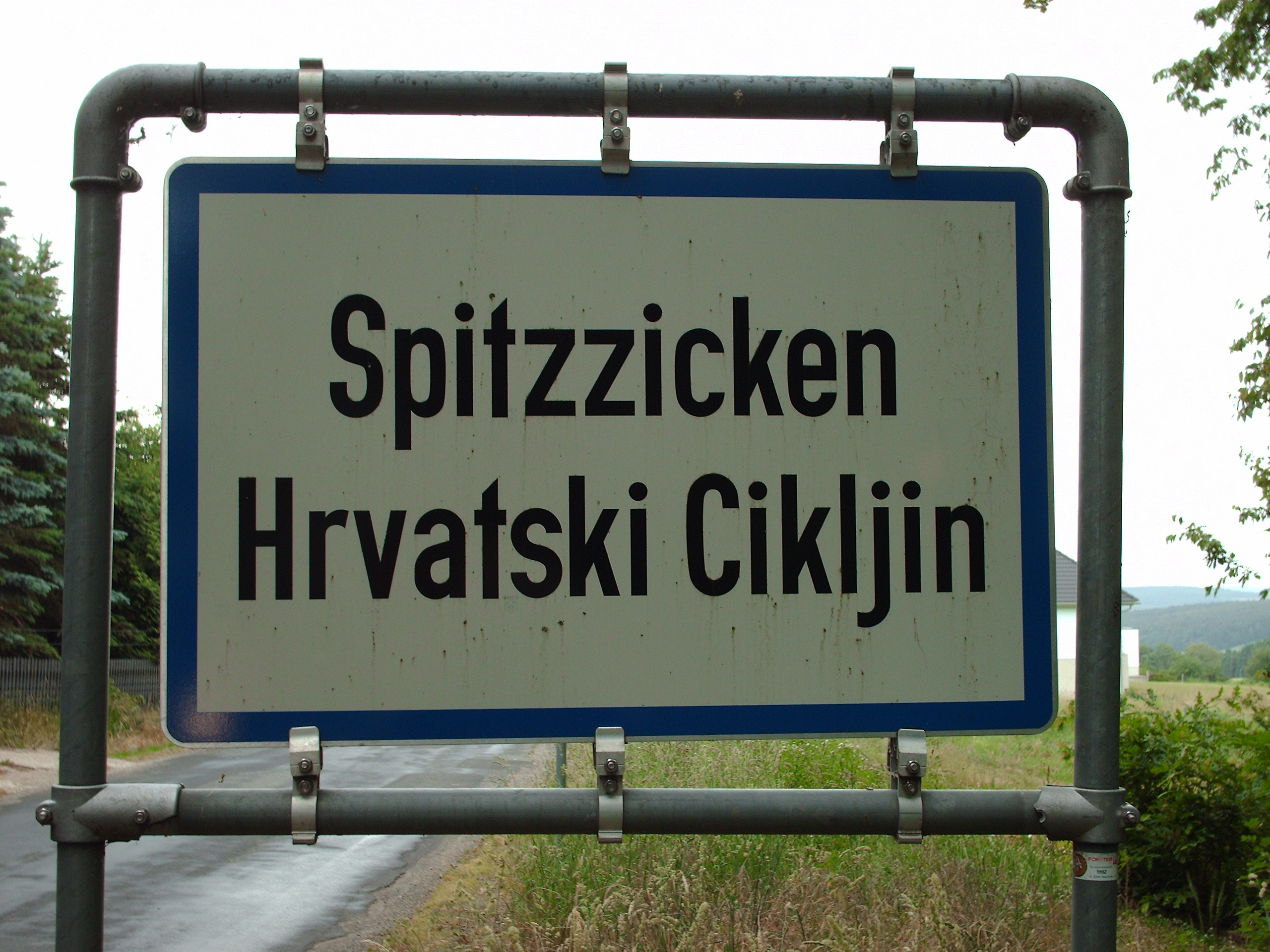
dvojjazyčná cedule německo-chorvatská
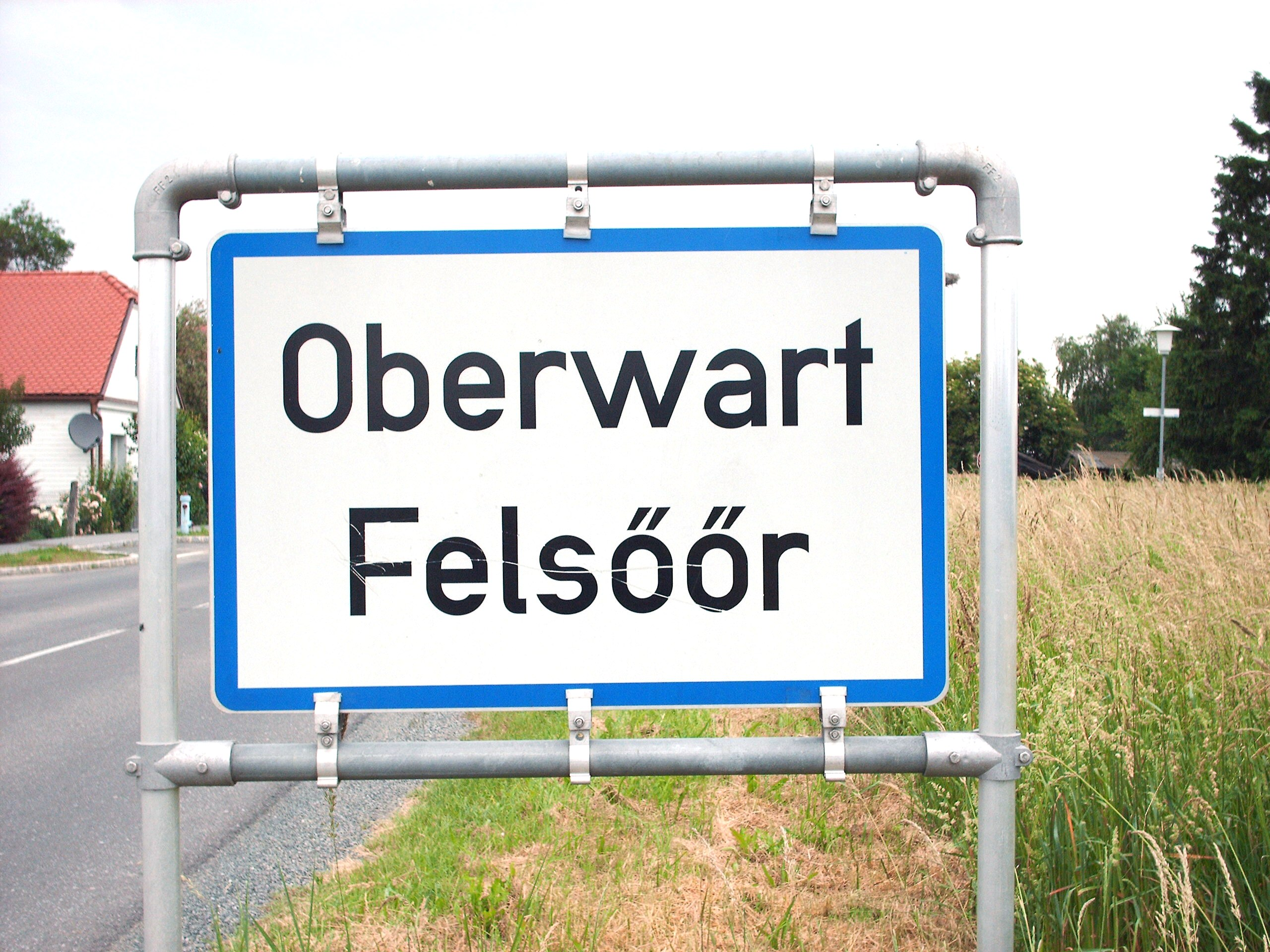
dvojjazyčná cedule německo-maďarská